# Aqva
Aqva fue el título de una de las exposiciones de la Fundación Las Edades del Hombre. Se trató de la XXI exposición organizada por dicha fundación y se celebró en la ciudad de Toro (Zamora) entre los meses de abril y noviembre de 2016.

## Temática
La temática de esta exposición giró en torno al agua desde distintas perspectivas, como su papel en la Biblia, su función en sacramentos como el Bautismo, su importancia para la vida o su dimensión ecológica.

## Contenido
Entre las obras que formaron parte de la muestra se encontraban piezas de Pedro Berruguete, Francisco de Zurbarán, Juan de Juni, Gregorio Fernández o Luis Salvador Carmona. También hubo una presencia significativa de artistas contemporáneos como Antonio López o Carmen Laffón.